# Herrsjön (Ytterlännäs socken, Ångermanland)
Herrsjön är en sjö i Kramfors kommun i Ångermanland och ingår i Ångermanälven-Gådeåns kustområde. Sjön har en area på 0,0728 kvadratkilometer och ligger 143,4 meter över havet. Sjön avvattnas av vattendraget Bodån (Nattsjöån).

## Delavrinningsområde
Herrsjön ingår i det delavrinningsområde (698461-158848) som SMHI kallar för Utloppet av Hersjön. Medelhöjden är 209 meter över havet och ytan är 1,28 kvadratkilometer. Räknas de 4 avrinningsområdena uppströms in blir den ackumulerade arean 21,01 kvadratkilometer. Bodån (Nattsjöån) som avvattnar avrinningsområdet har biflödesordning 2, vilket innebär att vattnet flödar genom totalt 2 vattendrag innan det når havet efter 14 kilometer. Avrinningsområdet består mestadels av skog (77 procent) och öppen mark (10 procent). Avrinningsområdet har 0,07 kvadratkilometer vattenytor vilket ger det en sjöprocent på 5,3 procent.